# Leptogenys wheeleri
Leptogenys wheeleri é uma espécie de formiga do gênero Leptogenys, pertencente à subfamília Ponerinae.